# Anhængerstik
Et anhængerstik bruges i forbindelse med tilkobling af anhænger til et køretøj. I Danmark bruges normalt anhængerstik i overensstemmelse med normen ISO 1724. Det kunne f.eks. være en trailer eller campingvogn sat på en bil. ISO 1724-anhængerstik har syv ben til lys osv. Der findes også andre standarder, f.eks. bruger nogle campingvogne et stik med 13 ben.

## Opbygning ISO 1724-anhængerstik
Et syv-polet stik er bygget op således: 
(Stiknavn, farve på ledning og funktion).
- L – Gul – Venstre blinklys
- 54 – Rød – Stoplys
- 54G – Blå – Indv. belysning (plus)
- 58L – Sort – Venstre baglys og positionslys foran
- 58R – Brun – Højre baglys
- 31 – Hvid – Stel (minus)
- R – Grøn – Højre blinklys

## Galleri
Billederne viser stikket på bilen, som man ser det. Ligeledes er det stik fra anhængeren bagfra, hvor de forskellige ledninger skal monteres.
- ISO 1724-anhængerstik med farver
- ISO 1724-anhængerstik med stiknavn